# Държавно устройство на Кралство Испания
Испания e парламентарна монархия. Държавен глава е кралят (сегашният е Фелипе VI).

## Изпълнителна власт
Изпълнителният орган e правителство начело с министър-председател, назначаван от краля и подлежащо на одобрение от демократично избрания Конгрес на депутатите.

## Законодателна власт
Законодателният орган са Генералните кортеси (на испански: Cortes Generales), двукамарен парламент, състоящ се от 350-членен Конгрес на депутатите и 266-членен Сенат. Историята му датира от 12 век (вж. Кортеси)

## Съдебна власт
Съдебна власт – Конституционният съд има юрисдикция по въпросите за Конституцията.
Върховният съд оглавява система, обхващаща териториални, областни, регионални и общински съдилища.

## Дипломатически мисии в България
- Хорхе Фуентес Монсонис-Вилайонга (2007 -) – посланик
- Фернандо Ариас Гонсалес (2004 – 2007) – посланик

## Териториално устройство
Автономните области („Comunidades Autónomas“) имат свой парламент и правителство:
- Андалусия – Junta de Andalucía
- Арагон
- Астурия – Gobierno del Principado
- Балеарски острови
- Баския – Gobierno Vasco
- Валенсия – Generalitat Valenciana
- Галисия – Xunta de Galicia
- Естремадура
- Канарски острови
- Кантабрия
- Кастилия-Ла Манча – Junta de Castilla-La Mancha
- Кастилия-Леон – Junta de Castilla y León
- Каталония – Generalitat de Catalunya
- Ла Риоха
- Мадрид
- Мурсия
- Навара